# Pandemia de COVID-19 na Argentina
A pandemia de COVID-19 na Argentina iniciou-se em 3 de março de 2020. Desde então, em 19 de março de 2025, o número de infectados pela doença é de 2.201.886. Já o número de mortos, chegou a 53.836. O número de pessoas recuperadas, é de 1.992.078.
A primeira morte diretamente ligada ao vírus ocorreu em Buenos Aires em 7 de março de 2020; o caso só foi confirmado como positivo após a morte do paciente.
Em 20 de março de 2020, a quarentena total foi aplicada em todo o país até 12 de abril. Em 10 de abril, o presidente Alberto Fernández anunciou que a quarentena sería estendida nas principais cidades até 10 de maio. A quarentena foi levantada em todo o país desde 10 de maio, exceto na Grande Buenos Aires, onde deve continuar naquela área urbana pelo menos até 24 de maio.

## Cronologia

### Março
- 3 de março: Um primeiro caso da doença COVID-19 foi confirmado em Buenos Aires. O paciente é um homem de 43 anos que chegou no domingo, 1º de março, de Milão, Itália.[1]

- 5 de março: O Ministério da Saúde confirmou um segundo caso em um homem de 23 anos que morava em Buenos Aires, que havia retornado recentemente do norte da Itália.[11]

- 6 de março: Um turista italiano, um homem local de 25 anos de idade que chegou de Madri, uma mulher de 60 anos de idade que chegou da Itália e um cidadão japonês são confirmados como portadores do vírus, elevando o total de casos para 8.[12]

- 7 de março: O Ministério da Saúde confirmou a primeira morte do país por coronavírus, um homem de 64 anos que viajou para Paris que também tinha outras condições de saúde.[13] Isso marca a primeira morte na América Latina.[13] A pessoa não estava entre as oito já diagnosticadas com a doença e foi diagnosticada post-mortem.[14]

- 8 de março: Uma mulher local de 53 anos que chegou da Europa, uma cidadã italiana de 71 anos que chegou de Parma e outra pessoa que retornou recentemente dos Estados Unidos são confirmadas como portadoras do vírus, elevando o total de casos para 12.[15]

- 9 de março: O Ministério da Saúde confirmou cinco novos casos, em Buenos Aires, San Luis, Chaco (2) e Río Negro, elevando o total para 17.[16]

- 10 de março: O Ministério da Saúde confirmou dois novos casos, em La Matanza e Buenos Aires, um homem de 42 anos que voltou da Espanha e um homem de 23 anos que chegaram da França, respectivamente, elevando o total de casos para 19.[17]

- 11 de março: Dois novos casos foram confirmados, um homem de 54 anos de Buenos Aires que retornou da Alemanha e uma mulher de 48 anos da Província de Buenos Aires que voltou recentemente da Espanha, elevando o total de casos para 21.[18][19]

- 12 de março: Dez novos casos foram confirmados (três são de transmissão local) em Buenos Aires e nas Províncias de Buenos Aires, Chaco e Córdoba, elevando o total de casos para 31.[20] No Chaco, a primeira transmissão nativa é confirmada.[21] O primeiro paciente com o vírus no país recebeu alta e deixou o hospital em Buenos Aires no dia seguinte.[22][23]

- 13 de março: A segunda morte no país ligada ao vírus foi confirmada neste dia, um homem de 61 anos de Chaco que viajou para o Egito, Turquia e Alemanha e também tinha outras condições de saúde subjacentes.[24] Mais tarde, no mesmo dia, três novos casos foram confirmados, elevando o total para 34.[25]

- 14 de março: O Ministério da Saúde confirmou onze novos casos na Cidade de Buenos Aires, Santa Fé, Chaco e Província de Buenos Aires, elevando o número total para 45.[26]

- 15 de março: O Ministério da Saúde confirmou onze novos casos. Um dos casos em Chaco, o primeiro anunciado neste dia, foi de uma mulher de 64 anos que contraiu o vírus por meio de contato casual.[27]

- 16 de março: Nove novos casos foram confirmados pelo Ministério da Saúde nacional, elevando o total para 65.[28]

- 17 de março: O Ministério da Saúde confirmou quatorze novos casos, elevando o total para 79.[29]

- 18 de março: 19 novos casos foram confirmados e um dos 14 relatados no dia anterior foi reclassificado, elevando o total para 97. Após a informação do Ministério da Saúde, ficou conhecida a terceira morte pelo vírus.[30]

- 19 de março: O Ministério da Saúde confirmou 31 novos casos, elevando o total para 128.[31] À noite, o presidente Alberto Fernández anunciou uma quarentena obrigatória, com vigência da meia-noite de 20 de março até 31 de março.[32]

- 20 de março: O Ministério da Saúde confirmou 30 novos casos. O número de casos confirmados aumentou para 158.[33]

- 21 de março: Outra morte foi relatada na província de Buenos Aires, elevando para quatro o número total de mortes no país. Posteriormente, o Ministério da Saúde confirmou 67 novos casos, elevando o total para 225.[34]

- 22 de março: O Ministério da Saúde confirmou 41 novos casos. O número de casos confirmados aumentou para 266.[35] Após o informe nacional, o governo de Misiones negou ter um caso na província e disse que o caso pertencia a província de Córdoba,[36] e a província de Santiago del Estero anunciou seu segundo caso confirmado.[37]

- 23 de março: Funcionários do Ministério da Saúde informaram que o coronavírus está transmitindo na "via comunitária" na cidade de Buenos Aires, arredores e algumas cidades nas províncias de Chaco, Terra do Fogo e Córdoba. Também relataram 51 recuperações.[38] Posteriormente no informe diário, o Ministério da Saúde confirmou 36 novos casos, e o número de casos confirmados aumentou para 301.[39]

- 24 de março: De manhã, o Ministério da Saúde confirmou um total de 52 recuperações. Foi relatada a quinta morte, um homem de 71 anos que havia retornado da Espanha e foi hospitalizado em Mar del Plata; depois, uma sexta foi relatada em Chaco, um homem de 53 anos sem comorbidades. Posteriormente, 86 novos casos foram confirmados, elevando o total para 387.[40]

- 25 de março: Duas novas mortes foram registradas, elevando o número de mortos para oito. Além disso, o Ministério da Saúde confirmou 117 novos casos. O número de casos confirmados aumentou agora para 502.[41]

- 26 de março: Na manhã, o Ministério da Saúde confirmou um total de 72 recuperações. A nona morte também foi relatada, um homem de 59 anos que morreu no dia anterior e foi diagnosticado post-mortem. Posteriormente, 87 novos casos foram confirmados, elevando o número de casos confirmados para 589. Além disso, quatro novas mortes foram relatadas, em comparação com o relatório do dia anterior, aumentando o número de mortes confirmadas para 12.[42]

- 27 de março: O Ministério da Saúde confirmou um total de 76 recuperações e aumentou o número de mortes para dezessete, com 101 casos novos e reclassificados.[43]

- 28 de março: 55 novos casos foram confirmados neste dia. Portanto, o número de casos aumentou para 745 e 19 vítimas fatais.[44]

- 29 de março: 75 novos casos foram confirmados pelo Ministério da Saúde. Duas novas mortes foram confirmadas, uma de um homem de 58 anos da província de Buenos Aires que teve contato com outro caso confirmado e com histórico de DPOC, e um homem de 50 anos de Tucumán que voltou recentemente da Europa com sua esposa, que foi o primeiro caso na província. Até hoje, foram registrados 820 casos e 21 mortes.[45] Mais tarde, o presidente Alberto Fernández anunciou que a quarentena obrigatória seria estendida até 12 de abril.[46]

- 30 de março: Quatro novas mortes foram confirmadas e 146 novos casos foram confirmados, elevando o total para 966 casos acumulados e 24 mortes.[47]

- 31 de março: O Ministério da Saúde confirmou 88 novos casos e três novas mortes. O número de casos passou para 1 054 e 27 vítimas fatais.[48]

### Abril
- 1° de abril: O Ministério da Saúde confirmou 79 novos casos e seis novas mortes.  O número de casos passou para 1 133 e 33 vítimas fatais.[49]

- 2 de abril: 132 novos casos e quatro novas mortes foram confirmados pelo Ministério da Saúde. Até hoje, foram registrados 1 265 casos e 37 mortes.[50]

- 3 de abril: 88 novos casos e cinco novas mortes foram confirmados pelo Ministério da Saúde. Até hoje, foram registrados 1 353 casos e 42 mortes.[51]

- 4 de abril: O Ministério da Saúde confirmou 98 novos casos e uma nova morte. O número de casos passou para 1 451 e 43 vítimas fatais.[52]

- 5 de abril: Neste dia, foram confirmados 103 novos casos e o número de mortos ascendeu a 48 vítimas fatais (dois morreram após o relatório noturno do Ministério de Saúde).[53]

- 6 de abril: O Ministério da Saúde confirmou 74 novos casos e cinco novas mortes.  O número de casos passou para 1 628 e 53 vítimas fatais. Além disso, foi relatado que 325 pacientes que foram descarregados até o momento.[54]

- 7 de abril: 87 novos casos e sete novas mortes foram confirmados pelo Ministério da Saúde. Até hoje, foram registrados 1 715 casos e 60 mortes.[55]

- 8 de abril: Presidente Alberto Fernández anunciou que a quarentena sería estendida além de 12 de abril.[56] Mais tarde, o Ministério da Saúde confirmou 80 novos casos e cinco novas mortes.  O número de casos passou para 1 795 e 65 vítimas fatais. Além disso, foi relatado que 358 pacientes que foram descarregados até o momento.[57]

- 9 de abril: O Ministério da Saúde confirmou 99 novos casos e 14 novas mortes. O número de casos passou para 1 894 e 79 vítimas fatais, e o número de recuperados ascendeu a 365.[58]

- 10 de abril: 81 novos casos e tres novas mortes foram confirmados pelo Ministério da Saúde. Até hoje, foram registrados 1 975 casos e 82 mortes.[59] Presidente Alberto Fernández anunciou que a quarentena sería estendida nas principais cidades até 26 de abril.[8]

- 11 de abril: Neste dia, foram confirmados 162[a] novos casos e o número de mortos ascendeu a 89 vítimas fatais.[60]

- 12 de abril: O Minisério da Saúde anunciou que 66 novos casos foram confirmados nas últimas 24 horas, elevando o número total de casos para 2 203. Cinco novas mortes foram registradas, aumentando o número de mortos para 94.[61]

- 13 de abril: O Ministério da Saúde confirmou 69 novos casos e tres novas mortes. O número de casos passou para 2 272 e 98 vítimas fatais, e o número de recuperados ascendeu a 514.[62]

- 14 de abril: 160[a] novos casos e sete novas mortes foram confirmados pelo Ministério da Saúde. Até hoje, foram registrados 2 432 casos e 105 mortes.[63]

- 15 de abril: O Minisério da Saúde anunciou que 128 novos casos foram confirmados nas últimas 24 horas, elevando o número total de casos para 2 560. Sete novas mortes foram registradas, aumentando o número de mortos para 112.[64]

- 16 de abril: O Ministério da Saúde confirmou 98 novos casos e 10 novas mortes.  O número de casos passou para 1 658 e 122 vítimas fatais.[65]

- 17 de abril: 89 novos casos e sete novas mortes foram confirmados pelo Ministério da Saúde. Até hoje, foram registrados 2 747 casos e 129 mortes.[66]

- 18 de abril: O Ministério da Saúde confirmou 81 novos casos e tres novas mortes. O número de casos passou para 2 828 e 132 vítimas fatais, e o número de recuperados ascendeu a 684.[67]

- 19 de abril: O Minisério da Saúde anunciou que 102 novos casos foram confirmados nas últimas 24 horas, elevando o número total de casos para 2 930. Duas novas mortes foram registradas, aumentando o número de mortos para 134.[68]

- 20 de abril: O Ministério da Saúde confirmou 90 novos casos e oito novas mortes.  O número de casos passou para 3 020 e 142 vítimas fatais.[69]

- 21 de abril: 113 novos casos e nove novas mortes foram confirmados pelo Ministério da Saúde. Até hoje, foram registrados 3 133 casos e 151 mortes.[70]

- 22 de abril: O Ministério da Saúde confirmou 143 novos casos e oito novas mortes. O número de casos passou para 3 276 e 159 vítimas fatais, e o número de recuperados ascendeu a 868.[71]

- 23 de abril: O Minisério da Saúde anunciou que 147 novos casos foram confirmados nas últimas 24 horas, elevando o número total de casos para 3 423. Seis novas mortes foram registradas, aumentando o número de mortos para 165.[72]

## Estatística
| Data                                              | Cid. aut.   | Províncias | Províncias | Províncias | Províncias | Províncias | Províncias | Províncias | Províncias | Províncias | Províncias | Províncias | Províncias | Províncias | Províncias | Províncias | Províncias | Províncias | Províncias | Províncias | Províncias | Províncias | Províncias | Províncias | Casos | Casos | Casos | Casos |
| Data                                              | BA (C)      | BA (P)     | CA         | CH         | CB         | CD         | CR         | ER         | FO         | JY         | LP         | LR         | MD         | MI         | NE         | RN         | SA         | SJ         | SL         | SC         | SF         | SE         | TF         | TU         | Acum. | Acum. | Novos | Novos |
| Data                                              | BA (C)      | BA (P)     | CA         | CH         | CB         | CD         | CR         | ER         | FO         | JY         | LP         | LR         | MD         | MI         | NE         | RN         | SA         | SJ         | SL         | SC         | SF         | SE         | TF         | TU         | Total | M     | NC    | NM    |
| ------------------------------------------------- | ----------- | ---------- | ---------- | ---------- | ---------- | ---------- | ---------- | ---------- | ---------- | ---------- | ---------- | ---------- | ---------- | ---------- | ---------- | ---------- | ---------- | ---------- | ---------- | ---------- | ---------- | ---------- | ---------- | ---------- | ----- | ----- | ----- | ----- |
| 3 Mar                                             | 1           | —          | —          | —          | —          | —          | —          | —          | —          | —          | —          | —          | —          | —          | —          | —          | —          | —          | —          | —          | —          | —          | —          | —          | 1     | —     | 1     | —     |
| 4 Mar                                             | 1           | —          | —          | —          | —          | —          | —          | —          | —          | —          | —          | —          | —          | —          | —          | —          | —          | —          | —          | —          | —          | —          | —          | —          | 1     | —     | —     | —     |
| 5 Mar                                             | 2           | —          | —          | —          | —          | —          | —          | —          | —          | —          | —          | —          | —          | —          | —          | —          | —          | —          | —          | —          | —          | —          | —          | —          | 2     | —     | 1     | —     |
| 6 Mar                                             | 6           | 1          | —          | —          | —          | 1          | —          | —          | —          | —          | —          | —          | —          | —          | —          | —          | —          | —          | —          | —          | —          | —          | —          | —          | 8     | —     | 6     | —     |
| 7 Mar                                             | 7 (1)       | 1          | —          | —          | —          | 1          | —          | —          | —          | —          | —          | —          | —          | —          | —          | —          | —          | —          | —          | —          | —          | —          | —          | —          | 9     | 1     | 1     | 1     |
| 8 Mar                                             | 9 (1)       | 2          | —          | —          | —          | 1          | —          | —          | —          | —          | —          | —          | —          | —          | —          | —          | —          | —          | —          | —          | —          | —          | —          | —          | 12    | 1     | 3     | —     |
| 9 Mar                                             | 10 (1)      | 2          | —          | 2          | —          | 1          | —          | —          | —          | —          | —          | —          | —          | —          | —          | 1          | —          | —          | 1          | —          | —          | —          | —          | —          | 17    | 1     | 5     | —     |
| 10 Mar                                            | 11 (1)      | 3          | —          | 2          | —          | 1          | —          | —          | —          | —          | —          | —          | —          | —          | —          | 1          | —          | —          | 1          | —          | —          | —          | —          | —          | 19    | 1     | 2     | —     |
| 11 Mar                                            | 12 (1)      | 4          | —          | 2          | —          | 1          | —          | —          | —          | —          | —          | —          | —          | —          | —          | 1          | —          | —          | 1          | —          | —          | —          | —          | —          | 21    | 1     | 2     | —     |
| 12 Mar                                            | 15 (1)      | 8          | —          | 4          | —          | 3          | —          | —          | —          | —          | —          | —          | —          | —          | —          | 1          | —          | —          | 1          | —          | —          | —          | —          | —          | 31    | 1     | 10    | —     |
| 13 Mar                                            | 17 (1)      | 9          | —          | 4 (1)      | —          | 3          | —          | —          | —          | —          | —          | —          | —          | —          | —          | 1          | —          | —          | 1          | —          | —          | —          | —          | —          | 34    | 2     | 3     | 1     |
| 14 Mar                                            | 26(1)       | 11         | —          | 5 (1)      | —          | 3          | —          | —          | —          | —          | —          | —          | —          | —          | —          | 1          | —          | —          | 1          | —          | 1          | —          | —          | —          | 45    | 2     | 11    | —     |
| 15 Mar                                            | 32(1)       | 12         | —          | 7(1)       | —          | 3          | —          | —          | —          | —          | —          | —          | —          | —          | —          | 1          | —          | —          | 1          | —          | 1          | —          | 2          | —          | 56    | 2     | 11    | —     |
| 16 Mar                                            | 37(1)       | 16         | —          | 11 (1)     | —          | 3          | —          | —          | —          | —          | —          | —          | —          | —          | —          | 1          | —          | —          | 1          | —          | 1          | —          | 2          | —          | 65    | 2     | 9     | —     |
| 17 Mar                                            | 40(1)       | 17         | —          | 12 (1)     | —          | 4          | —          | 1          | —          | 1          | —          | —          | —          | —          | —          | 2          | 1          | —          | 1          | 1          | 1          | —          | 2          | —          | 79    | 2     | 14    | —     |
| 18 Mar                                            | 53 (2)      | 23         | —          | 13 (1)     | —          | 5          | —          | 3          | —          | 1          | —          | —          | —          | —          | —          | 2          | 1          | —          | 1          | 1          | 1          | —          | 2          | —          | 97    | 3     | 19    | 1     |
| 19 Mar                                            | 67 (2)      | 38         | —          | 15 (1)     | —          | 8          | —          | 3          | —          | 1          | —          | —          | —          | —          | —          | 3          | 1          | —          | 1          | 1          | 2          | —          | 2          | 1          | 128   | 3     | 31    | —     |
| 20 Mar                                            | 80 (2)      | 49         | —          | 16 (1)     | —          | 13         | 1          | 4          | —          | 1          | —          | —          | —          | —          | 2          | 4          | 1          | —          | 1          | 1          | 2          | 1          | 3          | 1          | 158   | 3     | 30    | —     |
| 21 Mar                                            | 113 (2)     | 64 (1)     | —          | 21 (1)     | —          | 17         | 3          | 4          | —          | 1          | —          | —          | 5          | —          | 2          | 5          | 1          | —          | 1          | 1          | 4          | 1          | 6          | 2          | 225   | 4     | 67    | 1     |
| 22 Mar                                            | 127 (2)     | 72 (1)     | —          | 28 (1)     | —          | 25         | 3          | 4          | —          | 1          | —          | —          | 5          | —          | 2          | 5          | 1          | —          | 1          | 1          | 4          | 2          | 6          | 7          | 266   | 4     | 41    | —     |
| 23 Mar                                            | 141 (2)     | 77 (1)     | —          | 33 (1)     | —          | 28         | 3          | 4          | —          | 1          | —          | —          | 5          | —          | 2          | 5          | 1          | —          | 1          | 1          | 17         | 2          | 6          | 7          | 301   | 4     | 36    | —     |
| 24 Mar                                            | 174 (2)     | 107 (2)    | —          | 46 (2)     | —          | 35         | 4          | 4          | —          | 1          | 1          | —          | 5          | —          | 3          | 5          | 1          | —          | 1          | 2          | 19         | 2          | 9          | 7          | 387   | 5     | 86    | 1     |
| 25 Mar                                            | 211 (3)     | 137 (2)    | —          | 54 (3)     | —          | 50         | 4          | 7          | —          | 1          | 1          | —          | 6          | —          | 4          | 5          | 1          | —          | 5          | 8          | 43         | 2          | 11         | 9          | 502   | 8     | 117   | 3     |
| 26 Mar                                            | 262 (4)     | 164 (4)    | —          | 58 (4)     | —          | 53         | 5          | 10         | —          | 3          | 1          | —          | 8          | —          | 7          | 5          | 1          | —          | 6          | 9          | 55         | 2          | 14         | 13         | 589   | 12    | 87    | 4     |
| 27 Mar                                            | 285 (5)     | 193 (6)    | —          | 63 (4)     | —          | 58         | 11         | 10         | —          | 3          | 1          | —          | 9 (1)      | 1          | 10         | 7 (1)      | 1          | —          | 6          | 9          | 64         | 3          | 14         | 14         | 690   | 17    | 101   | 5     |
| 28 Mar                                            | 304 (6)     | 201 (7)    | —          | 67 (4)     | —          | 57         | 13         | 10         | —          | 3          | 1          | —          | 9 (1)      | 2          | 12         | 7 (1)      | 1          | 1          | 6          | 9          | 77         | 3          | 19         | 14         | 745   | 19    | 55    | 2     |
| 29 Mar                                            | 338 (6)     | 217 (8)    | —          | 73 (4)     | —          | 73         | 16         | 10         | —          | 3          | 3          | 1          | 10 (1)     | 2          | 15         | 7 (1)      | 1          | 1          | 6          | 9          | 90         | 3          | 22         | 14 (1)     | 820   | 20    | 75    | 1     |
| 30 Mar                                            | 366 (6)     | 253 (8)    | —          | 86 (4)     | —          | 80         | 20         | 13         | —          | 3          | 3          | 1          | 12 (1)     | 2          | 20 (1)     | 7 (1)      | 1          | 1          | 6          | 9          | 111        | 3          | 32         | 15 (2)     | 966   | 24    | 146   | 4     |
| 31 Mar                                            | 387 (7)     | 270 (9)    | —          | 91 (5)     | —          | 96 (1)     | 21         | 13         | —          | 3          | 3          | 1          | 14 (1)     | 3          | 24 (1)     | 8 (1)      | 1          | 1          | 8          | 9          | 133        | 3          | 39         | 16 (2)     | 1054  | 27    | 88    | 3     |
| 1 Abr                                             | 399 (8)     | 280 (11)   | —          | 96 (5)     | —          | 102 (1)    | 22         | 14         | —          | 3          | 3          | 1          | 25 (2)     | 3          | 26 (2)     | 8 (1)      | 3          | 1          | 8          | 21         | 144 (1)    | 3          | 39         | 17 (2)     | 1133  | 31    | 79    | 4     |
| 2 Abr                                             | 440 (8)     | 316(13)    | —          | 106 (6)    | —          | 120 (1)    | 23         | 16         | —          | 5          | 3          | 4          | 25 (3)     | 3          | 34(2)      | 8 (1)      | 3          | 1          | 9          | 21         | 152 (1)    | 4          | 63         | 21 (2)     | 1265  | 36    | 132   | 5     |
| 3 Abr                                             | 472 (8)     | 338 (16)   | —          | 115 (7)    | —          | 134 (1)    | 23         | 18         | —          | 5          | 3          | 4          | 27 (4)     | 3          | 35 (2)     | 10 (1)     | 3          | 1          | 9          | 22         | 160 (1)    | 4          | 64         | 21 (2)     | 1353  | 42    | 88    | 6     |
| 4 Abr                                             | 520 (8)     | 364 (17)   | —          | 121 (7)    | —          | 138 (1)    | 23         | 18         | —          | 5          | 3          | 6          | 29 (4)     | 3          | 43 (2)     | 14 (1)     | 3          | 1          | 9          | 23         | 165 (1)    | 4          | 72         | 22 (2)     | 1451  | 43    | 98    | 1     |
| 5 Abr                                             | 564 (9)     | 397 (18)   | —          | 121 (7)    | —          | 143 (2)    | 25         | 19         | —          | 5          | 3          | 8          | 31 (4)     | 3          | 54 (2)     | 17 (1)     | 3          | 1          | 10         | 23         | 176 (1)    | 4          | 75         | 22 (2)     | 1554  | 46    | 103   | 3     |
| 6 Abr                                             | 588 (14)    | 409 (20)   | —          | 124 (7)    | —          | 150 (2)    | 26         | 19         | —          | 5          | 3          | 9          | 31 (4)     | 3          | 55 (3)     | 25 (1)     | 3          | 1          | 10         | 23         | 184 (1)    | 10         | 77         | 27 (2)     | 1628  | 53    | 74    | 7     |
| 7 Abr                                             | 622 (16)    | 443 (24)   | —          | 140 (7)    | —          | 154 (2)    | 26         | 20         | —          | 5          | 3          | 9          | 33 (4)     | 3          | 60 (3)     | 28 (1)     | 3          | 1          | 10         | 31         | 187 (1)    | 9          | 79         | 28 (2)     | 1715  | 60    | 87    | 7     |
| 8 Abr                                             | 648 (18)    | 460 (25)   | —          | 148 (7)    | —          | 155 (2)    | 27         | 20         | —          | 5          | 4          | 9          | 41 (4)     | 3          | 84 (4)     | 35 (1)     | 3          | 1          | 10         | 31         | 189 (1)    | 9          | 81         | 28 (3)     | 1795  | 65    | 80    | 5     |
| 9 Abr                                             | 674 (23)    | 488 (32)   | —          | 156 (8)    | —          | 160 (2)    | 31         | 22         | —          | 5          | 4          | 14         | 49 (4)     | 3          | 88 (4)     | 40 (2)     | 3          | 1          | 10         | 31         | 196 (2)    | 9          | 81         | 29 (3)     | 1894  | 79    | 99    | 14    |
| 10 Abr                                            | 708 (24)    | 507 (33)   | —          | 161 (8)    | —          | 173 (2)    | 31         | 22         | —          | 5          | 5          | 14         | 54 (4)     | 3          | 89 (4)     | 52 (2)     | 3          | 1          | 10         | 37         | 197 (2)    | 9          | 83         | 29 (3)     | 1975  | 82    | 81    | 3     |
| 11 Abr                                            | 749 (26)    | 544 (37)   | —          | 177 (8)    | —          | 205 (2)    | 31         | 22         | —          | 5          | 5          | 18         | 56 (4)     | 3          | 90 (4)     | 71 (2)     | 3          | 2          | 10         | 40         | 200 (2)    | 12         | 86         | 30 (3)     | 2137  | 89    | 162   | 6     |
| 12 Abr                                            | 772 (27)    | 586 (40)   | —          | 178 (8)    | —          | 205 (3)    | 31         | 21         | —          | 5          | 5          | 19         | 57 (4)     | 3          | 93 (4)     | 78 (2)     | 3          | 2          | 10         | 40         | 203 (2)    | 12         | 90         | 30 (3)     | 2203  | 94    | 66    | 5     |
| 13 Abr                                            | 785 (28)    | 601 (41)   | —          | 199 (8)    | —          | 215 (4)    | 31         | 21         | —          | 5          | 5          | 22         | 59 (4)     | 3          | 94 (4)     | 86 (2)     | 3          | 2          | 10         | 40         | 205 (2)    | 12         | 94         | 30 (3)     | 2272  | 98    | 69    | 3     |
| 14 Abr                                            | 806 (30)    | 667 (43)   | —          | 209(9)     | —          | 226 (5)    | 31         | 21         | —          | 5          | 5          | 28         | 62 (5)     | 3          | 96 (4)     | 101 (3)    | 3          | 2          | 10         | 40         | 207 (2)    | 12         | 96         | 30 (3)     | 2432  | 105   | 160   | 7     |
| 15 Abr                                            | 841 (34)    | 729 (44)   | —          | 226 (9)    | 1          | 232 (6)    | 31         | 21         | —          | 5          | 5          | 34 (1)     | 63 (6)     | 3          | 96 (4)     | 106 (3)    | 4          | 2          | 10         | 40         | 209 (2)    | 12         | 99         | 30 (3)     | 2560  | 112   | 128   | 7     |
| 16 Abr                                            | 863 (37)    | 759 (49)   | —          | 226 (10)   | 2          | 244 (6)    | 32         | 22         | —          | 5          | 5          | 34 (1)     | 68 (6)     | 3          | 96 (4)     | 115 (3)    | 3          | 2          | 10         | 40         | 212 (2)    | 12         | 106        | 30 (3)     | 2658  | 122   | 98    | 10    |
| 17 Abr                                            | 880 (38)    | 794 (52)   | —          | 237 (10)   | 1          | 250 (6)    | 32         | 22         | —          | 5          | 5          | 35 (2)     | 68 (7)     | 4          | 99 (4)     | 119 (3)    | 3          | 2          | 10         | 40         | 218 (2)    | 12         | 108        | 30 (3)     | 2747  | 129   | 89    | 7     |
| 18 Abr                                            | 905 (39)    | 825 (54)   | —          | 246 (10)   | 1          | 252 (6)    | 32         | 22         | —          | 5          | 5          | 35 (2)     | 69 (7)     | 5          | 101 (4)    | 126 (3)    | 3          | 2          | 10         | 40         | 221 (2)    | 12         | 108        | 30 (3)     | 2828  | 132   | 81    | 3     |
| 19 Abr                                            | 919 (39)    | 873 (55)   | —          | 251 (10)   | 2          | 263 (7)    | 32         | 22         | —          | 5          | 5          | 39 (2)     | 70 (7)     | 5          | 102 (4)    | 130 (3)    | 3          | 2          | 10         | 40         | 222 (2)    | 12         | 111        | 30 (3)     | 2930  | 134   | 102   | 2     |
| 20 Abr                                            | 954 (40)    | 915 (55)   | —          | 258 (11)   | 2          | 263 (9)    | 35         | 22         | —          | 5          | 5          | 39 (2)     | 70 (8)     | 5          | 105 (4)    | 144 (6)    | 3          | 2          | 10         | 41         | 224 (2)    | 12         | 111        | 31 (3)     | 3020  | 142   | 90    | 8     |
| 21 Abr                                            | 1001 (43)   | 975 (59)   | —          | 267 (11)   | 2          | 264 (9)    | 35         | 22         | —          | 5          | 5          | 40 (4)     | 70 (8)     | 5          | 106 (4)    | 158 (6)    | 3          | 2          | 10         | 41         | 225 (2)    | 12         | 113        | 31 (3)     | 3133  | 151   | 113   | 9     |
| 22 Abr                                            | 1044 (58)   | 1036 (64)  | —          | 273 (11)   | 2          | 268 (10)   | 36         | 22         | —          | 5          | 5          | 45 (4)     | 70 (8)     | 5          | 107 (4)    | 169 (6)    | 3          | 2          | 10         | 41         | 230 (2)    | 12         | 112        | 35 (3)     | 3276  | 159   | 143   | 8     |
| 23 Abr                                            | 1095 (59)   | 1120 (68)  | —          | 281 (11)   | 2          | 270 (10)   | 40         | 22         | —          | 5          | 5          | 45 (4)     | 70 (9)     | 5          | 107 (4)    | 173 (6)    | 3          | 2          | 10         | 41         | 236 (2)    | 12         | 113        | 35 (3)     | 3423  | 165   | 147   | 6     |
| 24 Abr                                            | 1202 (63)   | 1181 (72)  | —          | 285 (12)   | 2          | 272 (11)   | 40         | 22         | —          | 5          | 5          | 47 (4)     | 70 (9)     | 6 (1)      | 107 (4)    | 178 (6)    | 3          | 2          | 10         | 42         | 239 (2)    | 12         | 114        | 34 (3)     | 3595  | 176   | 172   | 11    |
| 25 Abr                                            | 1260 (69)   | 1275 (74)  | —          | 298 (12)   | 2          | 273 (12)   | 47<        | 22         | —          | 5          | 5          | 50 (5)     | 70 (9)     | 6 (1)      | 108 (4)    | 184 (7)    | 3          | 2          | 10         | 42         | 242 (2)    | 13         | 117        | 34 (3)     | 3767  | 185   | 172   | 9     |
| 26 Abr                                            | 1303 (69)   | 1331 (76)  | —          | 302 (12)   | 2          | 276 (12)   | 47         | 23         | —          | 5          | 5          | 50 (5)     | 70 (9)     | 6 (1)      | 111 (4)    | 189 (7)    | 4          | 2          | 10         | 43         | 242 (2)    | 15         | 117        | 35 (3)     | 3879  | 192   | 112   | 7     |
| 27 Abr                                            | 1347 (73)   | 1381 (77)  | —          | 310 (13)   | 2          | 277 (13)   | 47         | 23         | —          | 5          | 5          | 50 (5)     | 70 (9)     | 8 (1)      | 111 (4)    | 193 (7)    | 4          | 2          | 10         | 48         | 242 (2)    | 15         | 118        | 35 (3)     | 3990  | 197   | 111   | 5     |
| 28 Abr                                            | 1423 (73)   | 1429 (83)  | —          | 312 (14)   | 2          | 279 (14)   | 48         | 23         | —          | 5          | 5          | 51 (5)     | 71 (9)     | 8 (1)      | 111 (5)    | 206 (7)    | 4          | 2          | 10         | 48         | 243 (2)    | 15         | 124        | 36 (3)     | 4114  | 207   | 124   | 10    |
| 29 Abr                                            | 1525 (79)   | 1532 (85)  | —          | 315 (14)   | 2          | 279 (14)   | 49         | 23         | —          | 5          | 5          | 52 (5)     | 74 (9)     | 12 (1)     | 114 (6)    | 214 (8)    | 4          | 2          | 10         | 48         | 243 (2)    | 15         | 124        | 36 (3)     | 4272  | 214   | 158   | 7     |
| 30 Abr                                            | 1565 (81)   | 1598 (87)  | —          | 318 (14)   | 2          | 282 (14)   | 50         | 23         | —          | 5          | 5          | 52 (5)     | 79 (9)     | 12 (1)     | 114 (6)    | 228 (8)    | 4          | 2          | 10         | 49         | 243 (2)    | 15         | 126        | 38 (3)     | 4415  | 218   | 143   | 4     |
| 1 Mai                                             | 1614 (86)   | 1632 (90)  | —          | 329 (17)   | 3          | 295 (14)   | 50         | 25         | —          | 5          | 5          | 55 (5)     | 79 (9)     | 12 (1)     | 114 (6)    | 236 (8)    | 4          | 2          | 10         | 49         | 243 (2)    | 15         | 127        | 38 (3)     | 4519  | 225   | 105   | 7     |
| 2 Mai                                             | 1673 (93)   | 1677 (92)  | —          | 340 (18)   | 4          | 307 (15)   | 50         | 25         | —          | 5          | 5          | 55 (5)     | 79 (9)     | 24 (1)     | 114 (6)    | 242 (8)    | 4          | 2          | 10         | 49         | 243 (2)    | 15         | 130        | 38 (3)     | '4668 | 237   | 149   | 12    |
| 3 Mai                                             | 1721 (94)   | 1715 (95)  | —          | 346 (19)   | 4          | 308 (16)   | 50         | 27         | —          | 5          | 5          | 55 (5)     | 79 (9)     | 24 (1)     | 114 (6)    | 248 (9)    | 4          | 2          | 10         | 49         | 243 (2)    | 15         | 132        | 38 (3)     | 4770  | 246   | 103   | 9     |
| 4 Mai                                             | 1766 (100)  | 1753 (102) | —          | 349 (19)   | 4          | 314 (18)   | 50         | 27         | —          | 5          | 5          | 56 (5)     | 80 (9)     | 25 (1)     | 114 (6)    | 255 (9)    | 4          | 2          | 10         | 49         | 243 (2)    | 15         | 132        | 41 (3)     | 4874  | 260   | 104   | 14    |
| 5 Mai                                             | 1862 (102)  | 1811 (103) | —          | 361 (19)   | 4          | 315 (20)   | 50         | 28         | —          | 5          | 5          | 56 (5)     | 80 (9)     | 25 (1)     | 114 (6)    | 259 (9)    | 4          | 2          | 10         | 49         | 244 (2)    | 15         | 132        | 41 (3)     | 5007  | 264   | 134   | 4     |
| 6 Mai                                             | 1961 (104)  | 1874 (108) | —          | 369 (20)   | 4          | 321 (20)   | 54         | 28         | —          | 5          | 5          | 57 (5)     | 80 (9)     | 25 (1)     | 114 (6)    | 265 (10)   | 4          | 2          | 10         | 49         | 244 (2)    | 15         | 132        | 41 (3)     | 5195  | 273   | 188   | 9     |
| 7 Mai                                             | 2081 (106)  | 1924 (114) | —          | 395 (20)   | 4          | 324 (20)   | 55         | 28         | —          | 5          | 5          | 58 (5)     | 81 (9)     | 25 (1)     | 114 (6)    | 268 (10)   | 4          | 3          | 10         | 49         | 244 (3)    | 15         | 132        | 41 (3)     | 5358  | 282   | 163   | 9     |
| 8 Mai                                             | 2211 (113)  | 2001 (122) | —          | 421 (20)   | 4          | 326 (20)   | 55         | 28         | —          | 5          | 5          | 59 (5)     | 81 (9)     | 25 (1)     | 114 (6)    | 270 (10)   | 4          | 3          | 10         | 49         | 244 (3)    | 15         | 132        | 41 (3)     | 5598  | 293   | 240   | 11    |
| 9 Mai                                             | 2329 (116)  | 2061 (126) | —          | 430 (20)   | 4          | 332 (20)   | 55         | 28         | —          | 5          | 5          | 59 (5)     | 81 (9)     | 25 (1)     | 115 (6)    | 274 (10)   | 4          | 3          | 10         | 49         | 244 (3)    | 15         | 133        | 41 (3)     | 5763  | 300   | 165   | 7     |
| 10 May                                            | 2522 (119)  | 2112 (129) | —          | 462 (21)   | 4          | 337 (20)   | 78         | 28         | —          | 5          | 5          | 59 (5)     | 81 (9)     | 25 (1)     | 115 (6)    | 276 (10)   | 4          | 3          | 10         | 49         | 244 (3)    | 16         | 135        | 41 (3)     | 6021  | 305   | 258   | 5     |
| 11 May                                            | 2701 (123)  | 2156 (133) | —          | 479 (22)   | 4          | 351 (22)   | 78         | 28         | —          | 5          | 5          | 60 (5)     | 81 (9)     | 25 (1)     | 115 (6)    | 289 (11)   | 4          | 3          | 10         | 49         | 244 (3)    | 16         | 135        | 42 (3)     | 6265  | 314   | 244   | 9     |
| 12 May                                            | 2871 (126)  | 2236 (135) | —          | 480 (23)   | 4          | 354 (22)   | 78         | 29         | —          | 5          | 5          | 60 (5)     | 82 (9)     | 25 (1)     | 115 (6)    | 290 (11)   | 5          | 3          | 10         | 49         | 244 (3)    | 16         | 135        | 42 (3)     | 6550  | 319   | 285   | 5     |
| 13 May                                            | 3087 (132)  | 2332 (139) | —          | 507 (24)   | 4          | 365 (23)   | 78         | 29         | —          | 5          | 5          | 60 (5)     | 82 (9)     | 25 (1)     | 117 (6)    | 294 (11)   | 5          | 3          | 10         | 49         | 244 (3)    | 16         | 135        | 42 (3)     | 6866  | 329   | 316   | 10    |
| 14 May                                            | 3239 (142)  | 2411 (150) | —          | 518 (25)   | 4          | 370 (24)   | 78         | 29         | —          | 5          | 5          | 60 (5)     | 82 (9)     | 25 (1)     | 114 (5)    | 298 (12)   | 5          | 3          | 10         | 49         | 244 (3)    | 16         | 135        | 42 (3)     | 7121  | 353   | 255   | 24    |
| 15 May                                            | 3495 (142)  | 2497 (153) | —          | 556 (27)   | 4          | 373 (24)   | 78         | 29         | —          | 5          | 5          | 60 (7)     | 82 (9)     | 25 (1)     | 114 (5)    | 315 (12)   | 5          | 3          | 10         | 49         | 244 (3)    | 16         | 135        | 42 (4)     | 7466  | 356   | 345   | 3     |
| 16 May                                            | 3706 (147)  | 2594 (155) | —          | 573 (30)   | 4          | 382 (24)   | 78         | 29         | —          | 5          | 5          | 61 (7)     | 82 (9)     | 25 (1)     | 114 (5)    | 321 (12)   | 5          | 3          | 10         | 49         | 245 (3)    | 16         | 135        | 42 (4)     | 7805  | 363   | 326   | 7     |
| 17 May                                            | 3928 (150)  | 2668 (160) | —          | 595 (30)   | 4          | 402 (26)   | 78         | 29         | —          | 5          | 5          | 63 (7)     | 82 (9)     | 25 (1)     | 114 (5)    | 323 (12)   | 5          | 3          | 10         | 49         | 245 (3)    | 16         | 135        | 42 (4)     | 8055  | 373   | 263   | 10    |
| 18 May                                            | 4130 (155)  | 2761 (161) | —          | 620 (35)   | 4          | 422 (26)   | 78         | 29         | —          | 5          | 5          | 63 (7)     | 82 (9)     | 25 (1)     | 114 (5)    | 325 (13)   | 5          | 4          | 10         | 49         | 249 (3)    | 21         | 135        | 42 (4)     | 8358  | 382   | 303   | 9     |
| 19 May                                            | 4404 (160)  | 2918 (163) | —          | 640 (35)   | 4          | 431 (26)   | 78         | 29         | —          | 5          | 5          | 63 (7)     | 82 (9)     | 25 (1)     | 114 (5)    | 331 (14)   | 5          | 4          | 10         | 49         | 249 (3)    | 21         | 135        | 42 (4)     | 8796  | 393   | 438   | 11    |
| 20 May                                            | 4718 (162)  | 3096 (168) | —          | 675 (38)   | 4          | 433 (27)   | 78         | 29         | —          | 5          | 5          | 63 (7)     | 82 (9)     | 25 (1)     | 114 (5)    | 333 (14)   | 5          | 4          | 10         | 49         | 251 (3)    | 21         | 135        | 42 (4)     | 9270  | 403   | 474   | 10    |
| 21 May                                            | 5200 (168)  | 3309 (177) | —          | 703 (38)   | 4          | 445 (27)   | 78         | 29         | —          | 5          | 5          | 63 (7)     | 83 (9)     | 25 (1)     | 114 (5)    | 336 (14)   | 6          | 4          | 10         | 49         | 254 (3)    | 21         | 135        | 43 (4)     | 9918  | 416   | 648   | 13    |
| 22 May                                            | 5677< (180) | 3575 (181) | —          | 729 (41)   | 4          | 454 (28)   | 78         | 29         | —          | 5          | 5          | 63 (7)     | 83 (9)     | 25 (1)     | 115 (5)    | 342 (17)   | 7          | 4          | 10         | 49         | 258 (3)    | 21         | 135        | 43 (4)     | 10636 | 434   | 718   | 18    |
| Notas: 1. 2. 3. 4. 5. 6. 7. 8. 9. 10. 11. 12. 13. |             |            |            |            |            |            |            |            |            |            |            |            |            |            |            |            |            |            |            |            |            |            |            |            |       |       |       |       |